# Cryptocephalus signatifrons
Cryptocephalus signatifrons es una especie de insecto coleóptero de la familia Chrysomelidae.
Fue descrita científicamente en 1847 por Suffrian.